# Nassarius absconditus
Nassarius absconditus là một loài ốc bùn bống thuộc họ Nassariidae. Loài này được Gili mô tả lần đầu năm 2015.